# Hoenderbos-Velmolen
Hoenderbos-Velmolen bestaat uit de voormalige buurtschappen Hoenderbos en Velmolen, en is thans een nieuwbouwbuurt in Uden in de Noord-Brabantse gemeente Maashorst. De jonge buurt, grotendeels nog in ontwikkeling, ligt in de wijk Uden-Zuid aan de provinciale weg 264 en grenst met de klok mee aan de buurten Eikenheuvel, Zoggel en gemeentelijk sportpark Parkzicht.

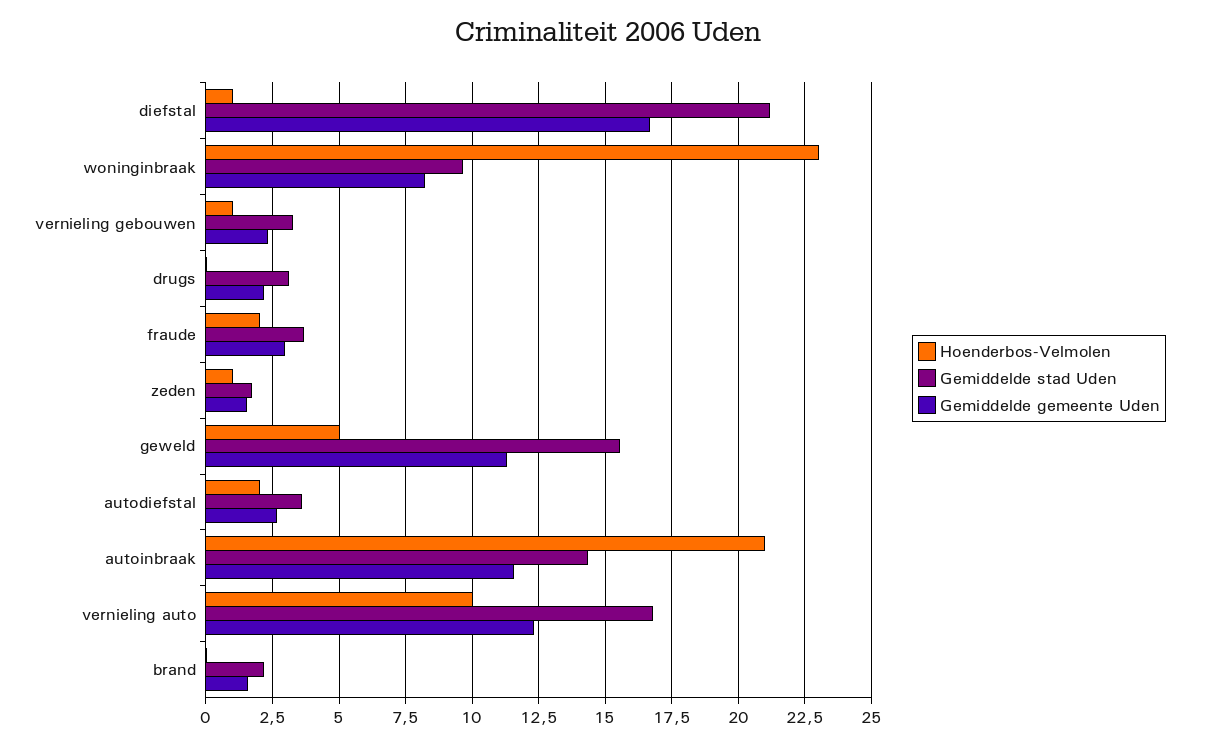
Criminaliteitstatistiek

| Kerngegevens Hoenderbos-Velmolen | Kerngegevens Hoenderbos-Velmolen |
| -------------------------------- | -------------------------------- |
| Inwoners:                        | 2830                             |
| Jonger dan 15:                   | 906 (32%)                        |
| Ouder dan 65:                    | 57 (2%)                          |
| Mannen:                          | 1420                             |
| Vrouwen:                         | 1410                             |
| Geboorten:                       |                                  |
| Huishoudens:                     | 980                              |
| Eenpersoonshuishoudens:          | 167 (17%)                        |
| Beroepsbevolking:                | 1868                             |
| Werklozen:                       |                                  |
| Woningen:                        | 980                              |
| Waarvan huurwoningen:            | 104                              |

Wijken: Uden-Centrum · Uden-Oost · Uden-West · Uden-Zuid

Buurten: Bitswijk · Bogerd-Vijfhuis · Centrum · Eikenheuvel · Flatwijk · Hoenderbos-Velmolen · Hoeven · Hoevenseveld · Melle · Moleneind-Groenewoud · Raam · Schutveld · Sportpark Volkelseweg · Zoggel

Bedrijventerreinen: Goorkens · Hoogveld · Loopkant-Liessent · Vluchtoord      Militair terrein: Vliegbasis Volkel